# Bischofsheim, Hessen
Bischofsheim är en kommun och ort i Landkreis Gross-Gerau i Regierungsbezirk Darmstadt i förbundslandet Hessen i Tyskland.